# Fachwerkhäuser in Meiningen
In Fachwerkhäuser in Meiningen werden eine Reihe historischer Fachwerkhäuser vorgestellt, die die südthüringische Kreisstadt Meiningen in ihrer historischen Altstadt beherbergt.
Das 982 erstmals urkundlich erwähnte Meiningen war bis Mitte des 16. Jahrhunderts eine Stadt im Hochstift Würzburg und erhielt im Laufe dieser Zeit vom Landesherren, den Bischöfen von Würzburg, eine Reihe von Stadtrechten. Mit der Verleihung der Stadtrechte der Freien Reichsstadt Schweinfurt im Jahr 1344 durch Kaiser Ludwig IV. erlangte Meiningen weitgehend Autonomie, wodurch das Meininger Bürgertum rasch an Bedeutung und Wirtschaftskraft gewann und die Stadt große wirtschaftliche Blütezeiten erlebte.
Als Ausdruck des erstarkten und reichen Bürgertums entstanden in Meiningen zwischen dem 14. und 17. Jahrhundert zahlreiche reich verzierte Bürgerhäuser in fränkischer Fachwerkbauweise. Trotz städtebaulicher Veränderungen, Umbauten und Kriege haben viele Fachwerkhäuser die Zeiten bis Ende des 19. Jahrhunderts überstanden. Auf Anordnung des Herzoghauses Sachsen-Meiningen erhielten im 18. Jahrhundert die Fassaden der Fachwerkhäuser außer wenigen Ausnahmen einen Außenputz, um das Erscheinungsbild Meiningens als Hauptstadt aufzuwerten.
Der große Stadtbrand am 5. September 1874, dem ein Drittel der Altstadt zum Opfer fiel, vernichtete einen Großteil der Fachwerkbauten. Eine Reihe stattlicher Fachwerkhäuser wurden jedoch verschont. Auf Initiative von Oberbaurat Eduard Fritze legte man um 1900 bei einigen Gebäuden das Fachwerk wieder frei, die meisten der erhalten gebliebenen Fachwerkhäuser sind aber bis heute noch verputzt. Neue Fachwerkhäuser entstanden durch den Historismus im 19. und Anfang des 20. Jahrhunderts. 

## Fachwerkhäuser (Auswahl)
| Bezeichnung / Lage                                     | Beschreibung | Bild |
| ------------------------------------------------------ | --- | ---- |
| Büchnersches Hinterhaus Georgstraße 20                 | erbaut 1596 vom Bäckermeister Hans Müller, Umbau 1678, restauriert 1904 (Oberbaurat Eduard Fritze), 1974 und 2001, ältester datierter Fachwerkbau der Stadt, bekanntestes und meistfotografiertes Fachwerkhaus in Meiningen. |      |
| Henneberger Haus Georgstraße 2                         | erbaut 1894/95 vom Architekten Eduard Fritze, heute Pension und Restaurant. → Artikel. |      |
| Alte Posthalterei Ernestinerstraße 14                  | erbaut um 1600, viergeschossiges Fachwerkhaus, Anfang des 20. Jahrhunderts eine Poststation der Stadt, heute Herberge vom „Kunsthaus Meiningen“. |      |
| Schlundhaus Schlundgasse 4                             | erbaut 1906, „Schlundhaus“ ist fränkischer Name für Ratskeller, seit 1874 an diesem Ort in direkter Nachbarschaft zum Rathaus, zuvor im Rathaus, Ersterwähnung 1487, restauriert 1982 und Mitte der 1990er Jahre, reich verzierter Erker ist Nachbau des Erkers vom „Merkelschen Haus“ (siehe unten), heute Hotel und Restaurant, gilt als Geburtsort der Thüringer Klöße. |      |
| Merkelsches Haus Untere Marktstraße, heute Georgstraße | reich verziertes Bürgerhaus mit Erker über drei Etagen, 1597 von Barchentweber Christoph Nöth erbaut, auch „Zum Gulden Einhorn“ genannt, vernichtet beim großen Stadtbrand von 1874. |      |
| Hartungsches Haus Wintergasse 8                        | 1603 erbautes Bürgerhaus, mit abgekragten Geschossen, bis 2007 Domizil der Galerie „ada“, heute Stadtbaubüro. |      |
| Fachwerkhaus Markt/Anton-Ulrich-Straße 1               | Bürgerhaus aus dem 17. Jahrhundert mit vorherrschenden Andreaskreuzen, Keller mit spätmittelalterlichen Kreuzgewölben, vormals Bäckerei, heute Pension und Restaurant. |      |
| Bürgerhaus Ernestinerstraße 49                         | stattliches Bürgerhaus aus dem 16. Jahrhundert, vermutlich das älteste Fachwerkhaus der Stadt, um 1850 Amtsgericht, von 1987 bis 1989 restauriert. |      |
| Rheingold Wettiner Straße 2a                           | Bürgerhaus, erbaut um 1900, bis etwa 1960 Tanzlokal, heute Wohn- und Geschäftshaus. |      |
| Rautenkranz Ernestinerstraße 40                        | Bürgerhaus aus der Mitte des 16. Jahrhunderts, einst Schankwirtschaft mit Tanzsaal, um 1900 Fachwerk vom Außenputz befreit, vorherrschend Andreaskreuze, im Jahr 1998 restauriert, heute Kleinkunstbühne mit modernen Saalanbau und Tiefgarage. |      |
| Bürgerhaus Ernestinerstraße 38                         | Fachwerkhaus aus dem 17. Jahrhundert, zwischen 1983 und 1987 restauriert, in den 1990er Jahren hofseitig erweitert, Sitz der Stadt- und Kreisbibliothek „Anna Seghers“ Meiningen. |      |
| Fachwerkhaus Ernestinerstraße 13                       | Fachwerkhaus aus dem 17. Jahrhundert, um 1997 Fachwerk vom Putz freigelegt und restauriert, Wohn- und Geschäftshaus. |      |
| Raßmannsches Haus Nonnenplan 4                         | 1602 erbaut, 1997 restauriert und bis dahin verputzte Fassade freigelegt. |      |
| Obermühle Anton-Ulrich-Straße 45                       | Ehemalige Mühle, gespeist vom inneren Mühlgraben am Obertor, Betrieb von Anfang des 14. Jahrhunderts bis 1925, bestehendes Gebäude erbaut 1861, in den 1990er Jahren restauriert, heute Wohn- und Geschäftshaus. |      |